# 安定镇 (洮南市)
安定镇，是中华人民共和国吉林省白城市洮南市下辖的一个乡镇级行政单位。

## 行政区划
安定镇下辖以下地区：
兴旺村、太平村、万宝山村、新兴村、友谊村、新光村、明星村、远望村、四海泡村和畜牧场村。